# Niederbonrath
Niederbonrath ist ein Ortsteil der Gemeinde Much im Rhein-Sieg-Kreis.

## Lage
Niederbonrath liegt auf den Hängen des Bergischen Landes. Nachbarorte sind Oberdreisbach im Süden und Oberbonrath im Norden.

## Geschichte
Der Ort wurde 1505 erstmals urkundlich erwähnt als Bodenrath. Der Ort gehörte zur Honschaft Honrath. 1665 verkaufte Matthias von Nagel aus Burg Leuscherath Nieder-Bodenrode an Agnes von Schlebusch von Burg Overbach.
1901 hatte der Weiler 80 Einwohner. Verzeichnet waren die Haushaltsvorstände Kleinhändler Anton Berg, Ackerer Bertram Bonrath, Hausierer Joh. Gerhard Büth, Ackerer Joh. Peter Bühth, Ackerer Joh. Matthias Dahlhäuser, Ackerer Gerhard Fassbender, Ackerer Heinrich Haas, Ackerin Witwe Joh. Haas, Ackerer Peter Josef Haas, Pächter Joh. Klever, Ackerer Peter Müller, Ackerin Maria Josefine Schlimbach, Ackerer Peter Schlimbach, Ackerer Heinrich Josef Schneider und Ackerin Witwe Gerhard Tillmann.
Weiler. 80 Einw.
Vom 16. November 1923 bis zum April 1965 gab es hier eine Schule. Das Gebäude östlich vom Ort ist heute Wohnhaus mit einem Café.